# Ophiorrhiza gracilis
Ophiorrhiza gracilis là một loài thực vật có hoa trong họ Thiến thảo. Loài này được Kurz mô tả khoa học đầu tiên năm 1872.